# NGC 625

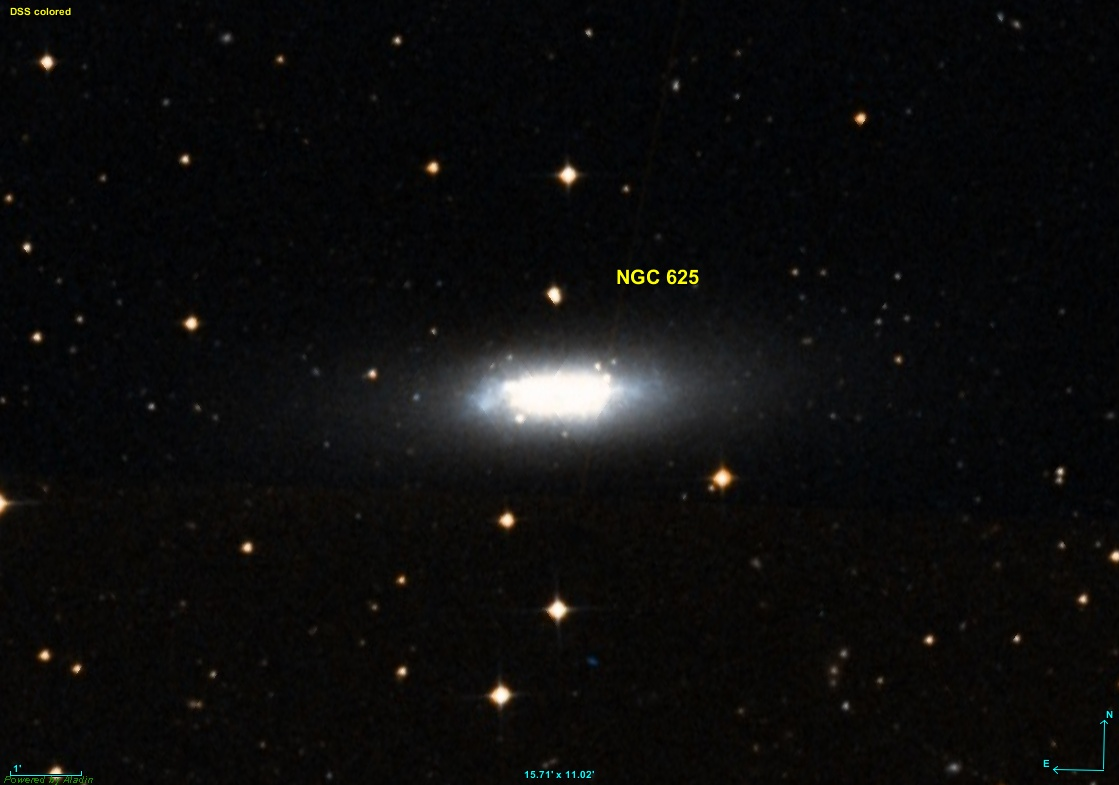
NGC 625

NGC 625 è una galassia a spirale barrata situata a circa 3,9 Mpc (12,7 milioni di anni luce) nella costellazione della Fenice.

## Caratteristiche
NGC 625 fu osservata per la prima volta nel 1826 da James Dunlop in Australia con un telescopio riflettore di 9 pollici (22,86 cm) di diametro. Nel 1888 John Dreyer la inserì nel suo New General Catalogue con il numero 625.
NGC 625 è una galassia a spirale barrata classificata SB(s)m secondo il sistema di classificazione di Hubble rivisto da de Vaucouleurs, ovvero una galassia a spirale barrata (SB) con bracci a forma di s (s) e di tipo intermedio fra le galassie propriamente spirali e quelle irregolari (m). La sua magnitudine apparente è 11,7; la velocità di recessione è pari a circa 396 km/s, che ne indica l'appartenenza al gruppo di galassie dello Scultore.